# Bomätscher

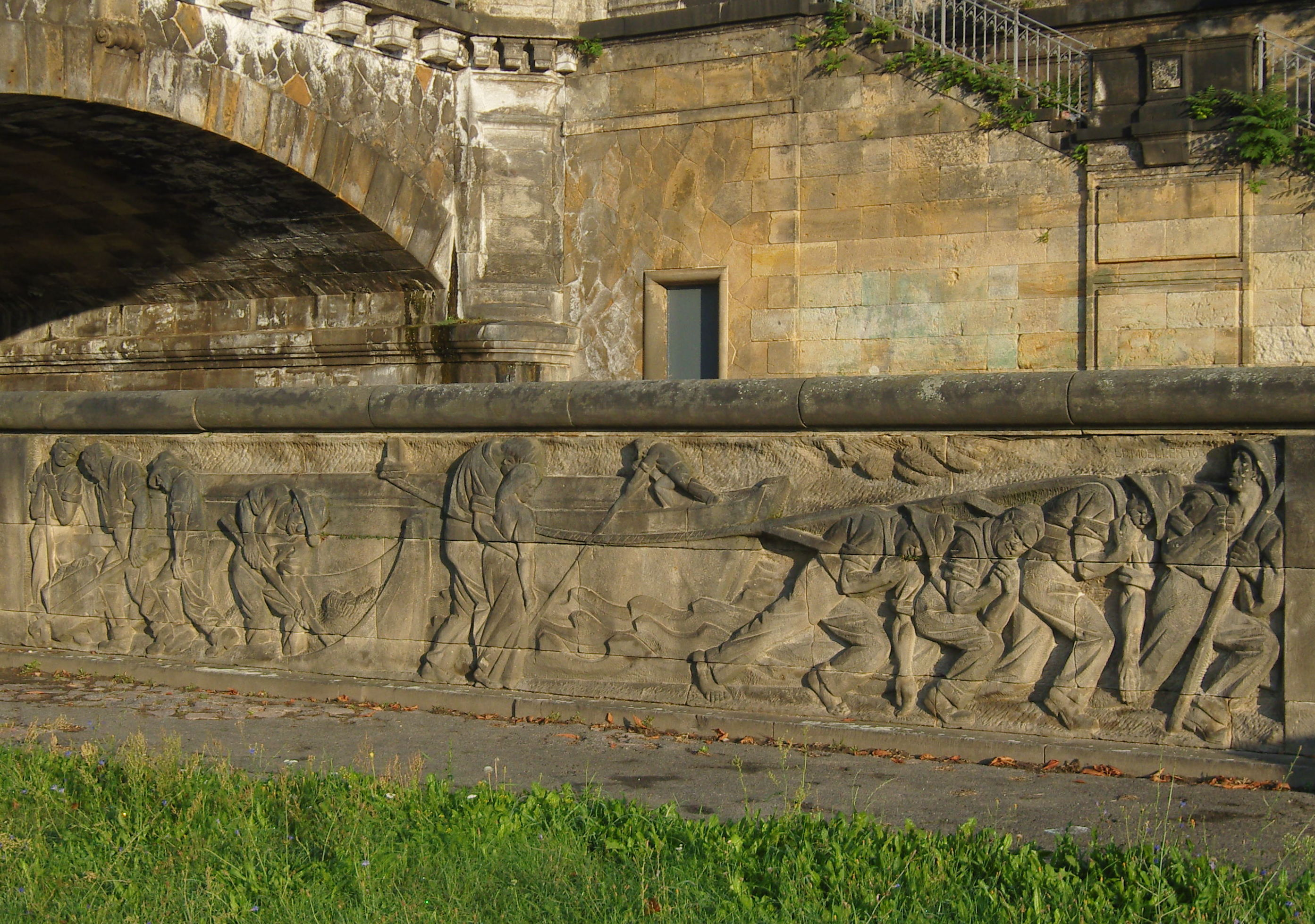
Bomätscher auf einem Relief unterhalb der Albertbrücke in Dresden, geschaffen von Edmund Moeller, 1938

Bomätscher, auch Pomätscher, ist die sächsische Bezeichnung für Schiffszieher oder Treidler, einer schweren, aber auch angesehenen Arbeit vor dem Aufkommen der Dampfschifffahrt. Diese Art der Fortbewegung von Schiffen durch Menschenkraft wird auch als Treideln bezeichnet und vor allem stromaufwärts angewandt. Entlang schiffbarer Gewässer befanden sich damals sogenannte Bomätscher- oder Treidelpfade. An der Elbe gab es Gemeinden, die wesentlich von der Tätigkeit der Männer als Bomätscher lebten, wie Lorenzkirch, Merschwitz, Parey und Loschwitz (heute zu Dresden).
Bomätscher sind seit dem Mittelalter bekannt; der Berufsstand wurde ab Mitte des 19. Jahrhunderts mit Aufkommen der Ketten- und Dampfschifffahrt zurückgedrängt und innerhalb weniger Jahre bedeutungslos. Heute wird nur noch aus Traditionspflege (vorwiegend auf Volksfesten) getreidelt.

## Etymologie

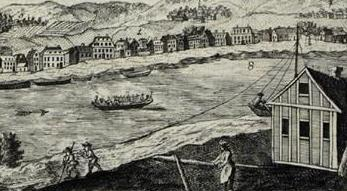
Treideln auf der Elbe bei Laubegast, um 1800

Sehr wahrscheinlich ist das Wort von böhmischen Schiffsziehern elbabwärts nach Sachsen gedrungen. Bomätsche(r) heißt nach dem tschechischen pomáhač so viel wie Gehilfe, Unterstützer; bomätschen nach dem tschechischen pomáhat so viel wie helfen. Möglich wäre auch ein sorbischer Ursprung (pomhać – helfen).

## Die Bomätscher von Lorenzkirch

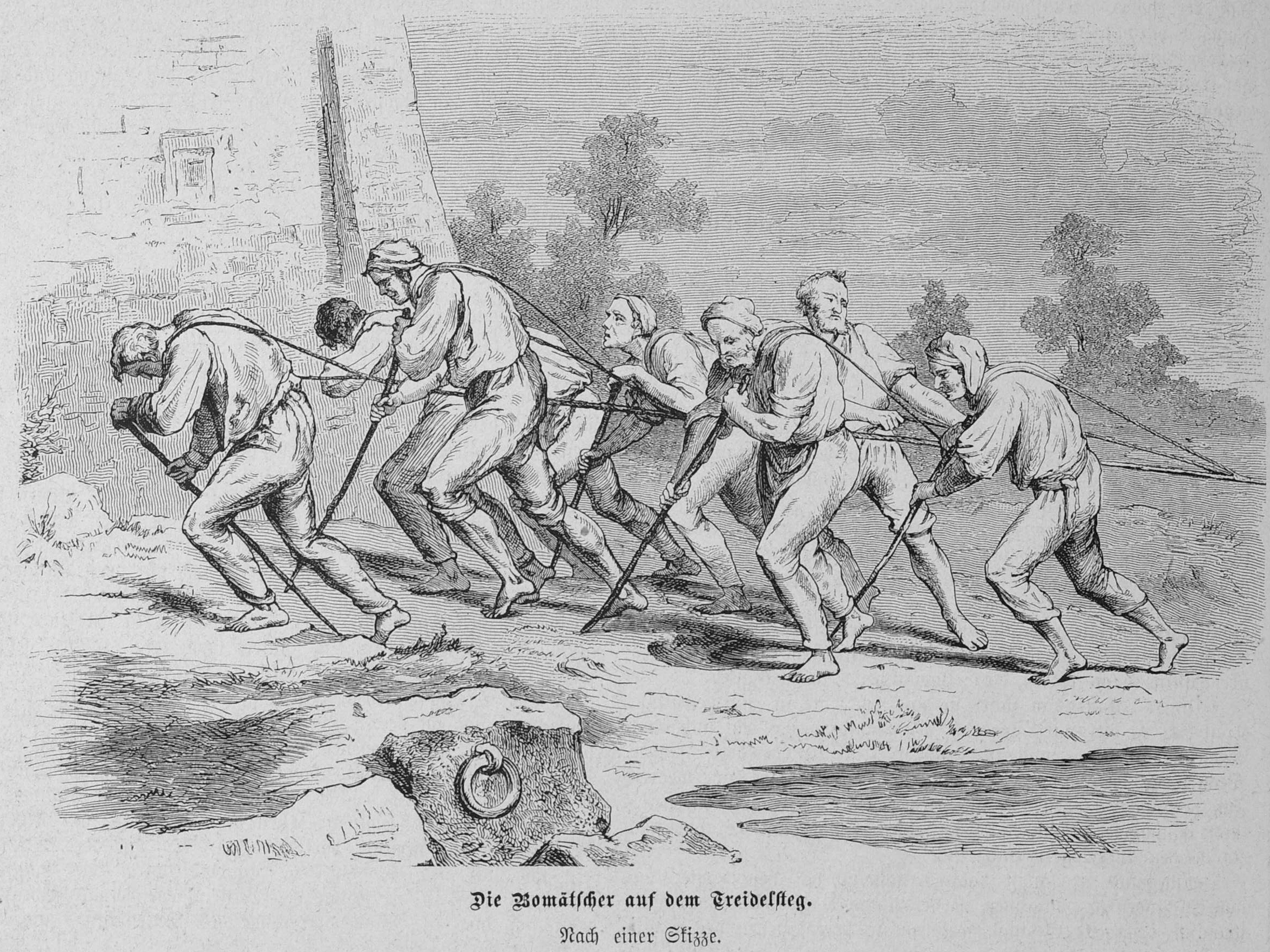
Die Bomätscher auf dem Treidelsteg

Bis zum Jahr 1871 hatten die Lorenzkircher Bomätscher Arbeit, dann wurden sie von dampfgetriebenen Kettenschiffen verdrängt. Aufgabe der Bomätscher war es, die Elbkähne gegen den Fluss stromaufwärts zu ziehen. „Lorentzkirch hatt zwanzig kleine Häuser, […] und nähren sich von Tage Arbeitt, und ziehen als Helffer an Schiffen, welche nach Dreßden Getreyde, Holtz, Saltz und Torgauisch Bier herrauff führen.“ (Pastor Georg Heinrich Sappuhn, 1716)
Am Rande der Elbe befanden sich gepflasterte Bomätscherpfade, auf denen die Bomätscher ihrer Arbeit nachgingen. Sie versammelten sich an Treffpunkten, beispielsweise am Nixstein, hängten dort ihre Gurte an den Zaun und kamen in der Reihenfolge der aufgehängten Gurte ans Ziehen. Die schwersten Elbkähne wurden an zwei verschieden langen Zugleinen von etwa vierzig Bomätschern gezogen, die mit breiten über die Achsel bis zur Hüfte verlaufenden schürzenähnlichen Gurten an ihrer Schiffsleine angekettet mit ihrem Treckstock, auf dem sie sich abstützten, den Bomätscherpfad entlangstapften. Der hinterste Bomätscher hatte neben dem Ziehen noch die Aufgabe, die Zugleine mit einer hölzernen Gabel über die Steinblöcke, Weiden, Schiffsmühlen und weitere Hindernisse zu heben.
Der vorausgehende König gab während der Arbeit für ihren rhythmischen Gesang den Ton an. Das Bomätscherlied erklang in langgezogenen Tönen
Heio hobe, bis an’n Knobe,

dass man siehet, wie er ziehet
 oder in längerer Fassung
Heia hebei, hebei heia!

Schifflein fahre sanft und wahre uns vor nassem, kühlem Bad!

Heia hebei, hebei heia!

Schifflein schwimme, unsre Stimme soll die Marschtrompete sein!
 Das Bomätscherlied deutet an, dass das Schiffsziehen lebensgefährlich war. Oft trieben starke Strömungen das Schiff rückwärts oder seitwärts zur Flussmitte. Das Schiff riss dann die Bomätscher mit sich in die Elbe hinein.